# Evropsko prvenstvo v nogometu 1980
Evropsko prvenstvo v nogometu 1980 je bilo šesto Evropsko prvenstvo v nogometu, ki je med 11. in 22. junijem 1980 potekalo v italijanskih mestih Rim, Milano, Neapelj in Torino. Zmagala je zahodnonemška reprezentanca, drugo mesto je osvojila belgijska, tretje pa češkoslovaška.

## Prizorišča
| Rim                | Milano             | Neapelj            | Torino             |
| ------------------ | ------------------ | ------------------ | ------------------ |
| Stadio Olimpico    | Giuseppe Meazza    | Stadio San Paolo   | Stadio Comunale    |
| Kapaciteta: 86,500 | Kapaciteta: 85,700 | Kapaciteta: 72,800 | Kapaciteta: 50,000 |
|                    |                    |                    |                    |

## Tekmovanje

### Predtekmovanje

#### Skupina A
| Reprezentanca   | OT | Z | N | P | DG | PG | GR | TOČ |
| --------------- | -- | - | - | - | -- | -- | -- | --- |
| Zahodna Nemčija | 3  | 2 | 1 | 0 | 4  | 2  | +2 | 5   |
| Češkoslovaška   | 3  | 1 | 1 | 1 | 4  | 3  | +1 | 3   |
| Nizozemska      | 3  | 1 | 1 | 1 | 4  | 4  | 0  | 3   |
| Grčija          | 3  | 0 | 1 | 2 | 1  | 4  | −3 | 1   |

| 11. junij 1980 17:45 | Češkoslovaška | 0 – 1      | Zahodna Nemčija | Stadion: Stadio Olimpico, Rim Gledalcev: 11.059 Sodnik: Alberto Michelotti |
| 11. junij 1980 17:45 |               | (Poročilo) | Rummenigge 57'  | Stadion: Stadio Olimpico, Rim Gledalcev: 11.059 Sodnik: Alberto Michelotti |

| 11. junij 1980 20:30 | Nizozemska      | 1 – 0      | Grčija | Stadion: Stadio San Paolo, Neapelj Gledalcev: 14.990 Sodnik: Adolf Prokop |
| 11. junij 1980 20:30 | Kist 65' (pen.) | (Poročilo) |        | Stadion: Stadio San Paolo, Neapelj Gledalcev: 14.990 Sodnik: Adolf Prokop |

| 14. junij 1980 17:45 | Zahodna Nemčija    | 3 – 2      | Nizozemska                        | Stadion: Stadio San Paolo, Neapelj Gledalcev: 26.546 Sodnik: Robert Wurtz |
| 14. junij 1980 17:45 | Allofs 20' 60' 65' | (Poročilo) | Rep 79' (pen.) van de Kerkhof 85' | Stadion: Stadio San Paolo, Neapelj Gledalcev: 26.546 Sodnik: Robert Wurtz |

| 14. junij 1980 20:30 | Grčija           | 1 – 3      | Češkoslovaška                   | Stadion: Stadio Olimpico, Rim Gledalcev: 4.726 Sodnik: Patrick Partridge |
| 14. junij 1980 20:30 | Anastopoulos 14' | (Poročilo) | Panenka 6' Vizek 26' Nehoda 63' | Stadion: Stadio Olimpico, Rim Gledalcev: 4.726 Sodnik: Patrick Partridge |

| 17. junij 1980 17:45 | Nizozemska | 1 – 1      | Češkoslovaška | Stadion: Stadio Giuseppe Meazza, Milano Gledalcev: 11.889 Sodnik: Hilmi Ok |
| 17. junij 1980 17:45 | Kist 59'   | (Poročilo) | Nehoda 16'    | Stadion: Stadio Giuseppe Meazza, Milano Gledalcev: 11.889 Sodnik: Hilmi Ok |

| 17. junij 1980 20:30 | Grčija     | 0 – 0 | Zahodna Nemčija | Stadion: Stadio Comunale, Torino Gledalcev: 13.901 Sodnik: Brian McGinlay |
| 17. junij 1980 20:30 | (Poročilo) |       |                 | Stadion: Stadio Comunale, Torino Gledalcev: 13.901 Sodnik: Brian McGinlay |

#### Skupina B
| Reprezentanca | OT | Z | N | P | DG | PG | GR | TOČ |
| ------------- | -- | - | - | - | -- | -- | -- | --- |
| Belgija       | 3  | 1 | 2 | 0 | 3  | 2  | +1 | 4   |
| Italija       | 3  | 1 | 2 | 0 | 1  | 0  | +1 | 4   |
| Anglija       | 3  | 1 | 1 | 1 | 3  | 3  | 0  | 3   |
| Španija       | 3  | 0 | 1 | 2 | 2  | 4  | −2 | 1   |

| 12. junij 1980 17:45 | Belgija       | 1 – 1      | Anglija     | Stadion: Stadio Comunale, Torino Gledalcev: 15.186 Sodnik: Heinz Aldinger |
| 12. junij 1980 17:45 | Ceulemans 29' | (Poročilo) | Wilkins 26' | Stadion: Stadio Comunale, Torino Gledalcev: 15.186 Sodnik: Heinz Aldinger |

| 12. junij 1980 20:30 | Španija    | 0 – 0 | Italija | Stadion: Stadio Giuseppe Meazza, Milano Gledalcev: 46.816 Sodnik: Károly Palotai |
| 12. junij 1980 20:30 | (Poročilo) |       |         | Stadion: Stadio Giuseppe Meazza, Milano Gledalcev: 46.816 Sodnik: Károly Palotai |

| 15. junij 1980 17:45 | Belgija              | 2 – 1      | Španija   | Stadion: Stadio Giuseppe Meazza, Milano Gledalcev: 11.430 Sodnik: Charles Corver |
| 15. junij 1980 17:45 | Gerets 17' Cools 65' | (Poročilo) | Quini 36' | Stadion: Stadio Giuseppe Meazza, Milano Gledalcev: 11.430 Sodnik: Charles Corver |

| 15. junij 1980 20:30 | Anglija | 0 – 1      | Italija      | Stadion: Stadio Comunale, Torino Gledalcev: 59.646 Sodnik: Nicolae Rainea |
| 15. junij 1980 20:30 |         | (Poročilo) | Tardelli 79' | Stadion: Stadio Comunale, Torino Gledalcev: 59.646 Sodnik: Nicolae Rainea |

| 18. junij 1980 17:45 | Španija         | 1 – 2      | Anglija                   | Stadion: Stadio San Paolo, Neapelj Gledalcev: 14.440 Sodnik: Erich Linemayr |
| 18. junij 1980 17:45 | Dani 48' (pen.) | (Poročilo) | Brooking 19' Woodcock 61' | Stadion: Stadio San Paolo, Neapelj Gledalcev: 14.440 Sodnik: Erich Linemayr |

| 18. junij 1980 20:30 | Italija    | 0 – 0 | Belgija | Stadion: Stadio Olimpico, Rim Gledalcev: 42.318 Sodnik: Antonio José da Silva Garrido |
| 18. junij 1980 20:30 | (Poročilo) |       |         | Stadion: Stadio Olimpico, Rim Gledalcev: 42.318 Sodnik: Antonio José da Silva Garrido |

### Za tretje mesto
| 21. junij 1980 20:30 | Češkoslovaška | 1 – 1      | Italija      | Stadion: San Paolo, Neapelj Gledalcev: 24.652 Sodnik: Erich Linemayr |
| 21. junij 1980 20:30 | Jurkemik 54'  | (Poročilo) | Graziani 73' | Stadion: San Paolo, Neapelj Gledalcev: 24.652 Sodnik: Erich Linemayr |

|                                                                 |                 |                                                                            |  |
|                                                                 | Kazenski streli |                                                                            |  |
| Masny Nehoda Ondruš Jurkemik Panenka Gögh Gajdusek Kozák Barmos | 9 – 8           | Causio Altobelli Baresi Cabrini Benetti Graziani Scirea Tardelli Collovati |  |

### Finale
| 22. junij 1980 20:30 | Belgija                 | 1 – 2      | Zahodna Nemčija  | Stadion: Stadio Olimpico, Rim Gledalcev: 47.864 Sodnik: Nicolae Rainea |
| 22. junij 1980 20:30 | Vandereycken 75' (pen.) | (Poročilo) | Hrubesch 10' 88' | Stadion: Stadio Olimpico, Rim Gledalcev: 47.864 Sodnik: Nicolae Rainea |

## Statistika

### Najboljši strelci
3 goli
- Klaus Allofs

2 gola
- Horst Hrubesch
- Zdenek Nehoda
- Kees Kist

1 gol
- Jan Ceulemans
- Julien Cools
- Eric Gerets
- René Vandereycken
- Ladislav Jurkemik
- Antonín Panenka
- Ladislav Vízek
- Trevor Brooking
- Ray Wilkins
- Tony Woodcock
- Karl-Heinz Rummenigge
- Nikos Anastopoulos
- Francesco Graziani
- Marco Tardelli
- Johnny Rep
- Willy van de Kerkhof
- Dani
- Quini